# Disparalona rostrata
Disparalona rostrata is een watervlooiensoort uit de familie van de Chydoridae. De wetenschappelijke naam van de soort is voor het eerst geldig gepubliceerd in 1841 door Koch.